# Perereca-verde-de-fímbria
Phrynomedusa fimbriata é uma espécie de anfíbio da família Phyllomedusidae. Endêmica do Brasil, onde foi registrada no município de Santo André no estado de São Paulo. Possivelmente ocorre na Serra do Mar nos estados do Rio de Janeiro, São Paulo, Paraná e Santa Catarina.
É conhecida apenas pelo holótipo coletado no "Alto da Serra", distrito de Paranapiacaba, no município de Santo André, a 1 000 metros de altitude. É classificada como extinta pela União Internacional para a Conservação da Natureza e dos Recursos Naturais já que não é registrada por mais de 80 anos.